# Liga Tucumana de Fútbol de Primera A 2014
El Campeonato de la Liga Tucumana de Fútbol de Primera A es el campeonato de fútbol oficial de mayor jerarquía en la Provincia de Tucumán. Está organizado por el Comité Ejecutivo de la Liga Tucumana de Fútbol (LTF), y se disputa todos los años con los equipos de primera división de los clubes participantes en la categoría de Primera A. 
En el certamen participan una cantidad de aproximadamente treinta equipos por año, que son presentados por los clubes deportivos, asociaciones civiles sin fines de lucro o fundaciones que se encuentran asociadas a la LTF y que tienen su lugar en la categoría ganados por méritos deportivos. 
Cada año el Comité Ejecutivo de la LTF dispone la forma de disputa del campeonato para la corriente temporada, por lo que en algunas oportunidades hubo dos campeonatos (Apertura y Clausura) en la misma temporada. En la actualidad la modalidad elegida es la de una competencia anual dividida en diversas fases de disputa.
El ganador al final del torneo se consagra como el "Campeón Tucumano de Fútbol" y gana una plaza para competir en Torneo del Interior que es organizado por el Consejo Federal del Fútbol Argentino de la Asociación del Fútbol Argentino. Según el reglamento de cada año, los equipos con peor mérito deportivo descienden de categoría y jugarán la próxima temporada en la Primera B.

## Modo de disputa año 2014[1]
Actualmente el campeonato de Primera A se disputa entre 30 equipos que se encuentran divididos en dos grupos en una primera fase, llamada "Etapa Clasificación". En esta primera etapa los equipos se enfrentarán a todos los rivales de su respectivo grupo en condición de local y visitante, a todos contra todos con partidos y por suma de puntos
Los treinta equipos estarán divididos en dos grupos, por lo que ambos quedarán conformados por 15 clubes cada una, es por esto que la liga programará partidos interzonales entre los equipos que queden libres en cada una de las fechas para evitar así que los equipos se queden sin jugar.
Los seis mejores clasificados de cada grupo de esta primera etapa, (12 en total), clasificarán a la segunda fase donde otra vez serán divididos en dos grupos de seis equipos cada una para disputar la definición final del torneo. Esta etapa clasificará a los dos primeros de cada grupo a las semifinales del torneo. Esta tercera etapa de semifinales, se jugará en una definición a dos partidos, uno de condición de local y otro de visitante. El mejor de cada llave, jugará la final donde el ganador se consagrará como campeón. Esta final se jugará en cancha neutral y a un solo partido definitorio.

## Régimen de descenso año 2014[1]
Los descensos, según el reglamento del año 2014, serán dos. Los equipos que pierdan la categoría militarán en la Primera B a partir del año 2015. Los mismos se implementaran de la siguiente forma:
Perderán la Categoría los dos equipos que obtengan el menor puntaje en la Primera Etapa Clasificación; y, ocupen el último lugar en la Tabla de Posiciones al término de las 28 o 30 fechas. En caso de igualdad en puntos, se disputará un partido en cancha neutral, en las mismas condiciones establecidas para el encuentro final.

## Equipos participantes año 2014
| Club                  | Ciudad                | Campeonatos |
| --------------------- | --------------------- | ----------- |
| C. A. San Martín      | San Miguel de Tucumán | 27          |
| C. A. Ñuñorco         | Monteros              | 2           |
| C. S. y D. Graneros   | Graneros              | 0           |
| Deportivo Aguilares   | Aguilares             | 0           |
| Concepción F.C.       | Concepción            | 3           |
| C. S. y D. Lastenia   | Lastenia              | 1           |
| C. Tucumán Central    | San Miguel de Tucumán | 0           |
| C. A. San Pablo       | San Pablo             | 3           |
| Deportivo San Ramón   | Villa Quinteros       | 2           |
| C. S. y D. San Jorge  | San Miguel de Tucumán | 2           |
| C. A. Central Norte   | San Miguel de Tucumán | 7           |
| C. A. Cruz Alta       | Colombres             | 0           |
| C. Unión Aconquija    | Yerba Buena           | 0           |
| C. A. Amalia          | San Miguel de Tucumán | 3           |
| C. S. y D. La Florida | Ing. La Florida       | 2           |

| Club                | Ciudad                | Campeonatos* |
| ------------------- | --------------------- | ------------ |
| Deportivo Marapa    | Juan Bautista Alberdi | 0            |
| C. A. San Lorenzo   | Santa Ana             | 0            |
| C. A. San Antonio   | Ranchillos            | 0            |
| C. A. Concepción    | Banda del Río Salí    | 6            |
| C. A. All Boys      | San Miguel de Tucumán | 0            |
| C. A. San Juan      | Banda del Río Salí    | 0            |
| C. Almirante Brown  | Lules                 | 1            |
| C. Sportivo Guzmán  | San Miguel de Tucumán | 6            |
| C. A. Alto Verde    | Simoca                | 0            |
| Ateneo Parroquial   | Alderetes             | 0            |
| C. A. San Fernando  | Leales                | 2            |
| C. A. Jorge Newbery | Aguilares             | 0            |
| C. Atlético Tucumán | San Miguel de Tucumán | 27           |
| C. S. Trinidad      | Ingenio La Trinidad   | 0            |
| C. S. Bella Vista   | Bella Vista           | 0            |